# Walter Jehowá Heras Segarra

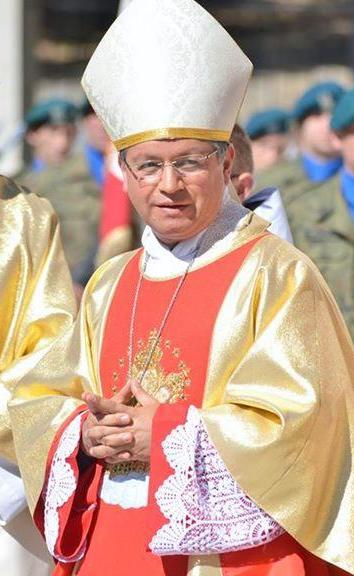
Walter Heras Segarra.

Wappen von Walter Jeová Heras Segarra.

Walter Jehowá Heras Segarra OFM (* 4. April 1964 in Bulán, Ecuador) ist ein ecuadorianischer Ordensgeistlicher und römisch-katholischer Bischof von Loja.

## Leben
Walter Jehowá Heras Segarra trat in die Ordensgemeinschaft der Franziskaner ein und empfing am 28. Juni 1974 das Sakrament der Priesterweihe.
Am 25. März 2009 ernannte ihn Papst Benedikt XVI. zum Titularbischof von Vazari und bestellte ihn zum Apostolischen Vikar von Zamora in Ecuador. Der Apostolische Nuntius in Ecuador, Erzbischof Giacomo Guido Ottonello, spendete ihm am 21. Mai desselben Jahres die Bischofsweihe; Mitkonsekratoren waren der Erzbischof von Guayaquil, Antonio Arregui, und der Bischof von Babahoyo, Fausto Gabriel Trávez Trávez OFM.
Am 2. Mai 2019 wurde er zusätzlich zum Apostolischen Administrator des vakanten Bistums Loja ernannt. Papst Franziskus ernannte ihn am 31. Oktober 2019 zum Bischof von Loja. Die Amtseinführung fand am 14. Dezember desselben Jahres statt.